# Peter Guyer
Peter Guyer (* 1957 in Zürich) ist ein Schweizer Regisseur, Kameramann und Filmproduzent.

## Leben
Nach seiner Matura studierte Guyer drei Jahre Medizin, drei Jahre Germanistik, Journalistik und Ethnologie an den Universitäten Bern und Fribourg, wobei er keines dieser Studien abschloss. Ab 1980 widmete er sich voll und ganz der Filmarbeit. Er machte Regie- und/oder Kameraarbeiten bei zahlreichen Dokumentarfilmen und Kunstvideos und arbeitete oft mit bildenden Künstlern. Er besuchte Seminare, u. a. bei Krzysztof Kieślowski. 1986 erhielt er das Stipendium des Kantons Bern für den Atelierplatz in New York.
1994 gründete Peter Guyer seine eigene Produktionsfirma Recycled Tv AG (RecTv) in Bern und ist seitdem deren Leiter. Von 1993 bis 1999 war er Mitglied der Filmkommission der Stadt Bern, von 2000 bis 2007 Mitglied der Kommission für Foto und Film des Kantons Bern und von 2012 bis 2014 Präsident von Bern für den Film. Seine Arbeiten wurden zahlreich ausgezeichnet, u. a. 2001 erhielt Peter Guyer für seinen Film Big Mac Small World eine Qualitätsprämie des EDI und den Filmpreis des Kanton Bern. Auch sein Film Sounds and Silence, in Co-Regie mit Norbert Wiedmer gewann den Berner Filmpreis 2009 und war zudem für den Schweizer Filmpreis 2010 nominiert.
Peter Guyer lebt und arbeitet in Bern.

## Filmografie als Regisseur (Auswahl)
- 1983: AKTIONEN, Dokumentationen mit Roman Signer (Co-Realisation)
- 1985: FRI ART MADE IN SWITZERLAND, Swiss Artists in New York (Co-Regie und Kamera)
- 1989: BERNHARD LUGINBÜHL II in der Reithalle (Regie)
- 1993: DIE ANGST DIE MACHT DIE BILDER DES ZAUBERLEHRLINGS (Co-Regie / Produktion)
- 2001: BIG MAC SMALL WORLD (Regie)
- 2005: MEERDOLEN (Regie / Kamera)
- 2009: SOUNDS AND SILENCE (Co-Regie / Kamera)
- 2011: HO UND ÜBERALL (Co-Regie / Kamera)
- 2020: CONTRADICT (Co-Regie / Kamera)
- 2022: HALTLOS (Co-Regie / Kamera)

## Filmografie als Kameramann (Auswahl seit 1998)
- 1998: SCHLAGEN UND ABTUN von Norbert Wiedmer
- 2004: IM LEBEN UND ÜBER DAS LEBEN HINAUS von Peter von Gunten
- 2004: NAMIBIA CROSSINGS von Peter Liechti
- 2004: HALLELUJA, DER HERR IST VERRÜCKT von Alfredo Knuchel
- 2005: HARDCORE CHAMBERMUSIC von Peter Liechti
- 2005: ES LEBE DAS KABARETT von Werner Zeindler
- 2005: LA PETITE DAME DU CAPITOLE von Jacqueline Veuve
- 2006: MICH GERBER von Annina Furrer
- 2006: PRUGIASCO von Remo Legnazzi
- 2007: KUNSTHÄNDLER ERNST BEYELER von Philippe Piguet und Thomas Isler
- 2007: GEORGE GRUNTZ von Werner Zeindler
- 2008: THE SOUND OF INSECTS von Peter Liechti
- 2008: NACHGIFT von Remo Legnazzi
- 2008: LE PETIT COIN DU PARADIS von Jacqueline Veuve
- 2009: SOUNDS AND SILENCE von Peter Guyer und Norbert Wiedmer
- 2009: C’ETAIT HIER von Jacqueline Veuve
- 2009: BÖDELE – DANCE THE RHYTHM von Gitta Gsell
- 2009:GARANTIERT KEIN SCHWINDEL, RUEDI HÄUSERMANN von Arthur Spirk
- 2010: VADIM REPIN von Claudia Willke
- 2011: HO und Überall von Peter Guyer und Balthasar Jucker
- 2011: LES REINES PROCHAINES von Claudia Willke
- 2012: VATERS GARTEN von Peter Liechti (Hasenkamera)
- 2012: LIFE IN PROGRESS von Irene Loebell
- 2013: MELODY OF NOISE von Gitta Gsell
- 2014: DEM HIMMEL ZU NAH von Annina Furrer
- 2014: DEDICATIONS von Jolanda Gsponer und Peter Liechti
- 2017: HALTLOS von Peter Guyer und Jürg Halter
- 2019: CONTRADICT von Peter Guyer und Thomas Burkhalter
- 2019: BEYTO von Gitta Gsell